# 7 × 64 mm Brenneke
El 7 × 64 mm también conocido como el 7 × 64 mm Brenneke, es un cartucho de fuego central con cuello de botella y sin anillo, para ser usado en mecanismos de cerrojo y para aplicarse a fines cinegéticos. Como es habitual en los cartuchos europeos, el 7 denota el diámetro interior de 7 mm y el 64 denota el 64mm (2.5 pulgadas) de longitud de la casquillo. 
El 7 × 64 mm es popular en Europa Central debido al diámetro del culote del casquillo De 11.95 mm (0.47 pulgadas) y una longitud de casquillo de 84 mm (3.3 pulgadas) haciéndolo fácil de alojar en el cajón de mecanismo del Mauser 98.

## Historia
A principios del siglo XX, el famoso diseñador alemán Wilhelm Brenneke (1865-1951) estaba experimentando con el concepto de ingeniería de alargamiento y modificaciones en las dimensiones de los casquillos el M/88, entonces utilizado por el ejército alemán en sus rifles Mauser Gewehr 98, con el objetivo de aumentar la velocidad de salida de la bala.
En 1912, Brenneke diseñó el cartucho S de 8×64 mm, que no tuvo éxito comercialmente, y que desde el año 2001 ha vuelto a entrar en producción.
El 8x64 fue pensado como una mejora balística para los fusiles Mauser Gewehr 98 que eran estándar en el ejército alemán, que optó por mantener el 7,92 × 57 mm evitando tener que recamarar los fusiles de servicio que ya lograban una balística superior al .30-06 Springfield del ejército de los Estados Unidos. El concepto de ingeniería de Brenneke era crear cartuchos nuevos y muy potentes (para la época) ampliando las dimensiones exteriores de la vaina del cartucho, como la longitud total y un diámetro de la cabeza del casquillo ligeramente más grande en comparación con la vaina del cartucho militar IS alemán de 8 × 57 mm, junto con un aumento en la presión máxima. El concepto era esencialmente sólido y persistió en el desarrollo de nuevos cartuchos en esta línea.
En 1917, Brenneke ajustó el cuello del casquillo del 8×64 mm S a calibre 7 mm, lo presentó como 7 × 64 mm y logró un gran éxito comercial. El 7 × 64 mm ofreció entre 10-12% más de velocidad de salida que el 7 × 57 mm Mauser, resultando en una trayectoria más plana y un mejor rendimiento a mayor distancia. 
En los años transcurridos entre la Primera Guerra Mundial y la Segunda Guerra Mundial, los cazadores alemanes solían considerar el 7 × 64 mm como un "cartucho milagroso", y había docenas de diferentes cargas de fábrica disponibles en el mercado alemán. Fue tan apreciado que la Wehrmacht alemana, durante la década de 1930, incluso consideró reemplazar el IS de 8 × 57 mm a favor del 7 × 64 mm para sus francotiradores. La Wehrmacht decidió, al igual que el ejército alemán en 1912, quedarse con los cartuchos IS de 8 × 57 mm para su Mauser Mauser Kar 98k para mantener la logística lo más simple posible.
Además del cartucho de fusil de 7 × 64 mm, Brenneke también diseñó una versión anillada para fusiles de acción de bisagra, como fusiles dobles y fusiles combinados, así como para fusiles de un solo disparo en 1917. La variante con borde de 7 × 65 mmR del cartucho también fue un inmediato éxito comercial.

## Dimensiones
El cartucho de 7 × 64 mm tiene una capacidad de carga de 4,48 ml (69 grain H2O). Un signo de la era en la que se desarrolló el 7×64 mm son los hombros suavemente inclinados. La forma exterior del estuche fue diseñada para promover una alimentación y extracción confiable del estuche en rifles de cerrojo, bajo condiciones extremas.
Dimensiones máximas del cartucho CIP de 7x64 mm . Todos los tamaños en milímetros (mm).
El .280 Remington es probablemente el gemelo balístico más cercano del 7×64 mm. 
En comparación con el 7×64 mm, el .280 Remington tiene una presión de cámara máxima permitida ligeramente más baja y al ser un 7mm americano, tiene un diámetro ligeramente menor.
Todos los cartuchos europeos de 7 mm tienen 7,24 milímetro (0,285 in) ranuras Ø diámetro. Los cartuchos americanos de 7 mm tienen 7,21 milímetro (0,284 en) ranuras Ø.

## Uso contemporáneo
El 7 × 64 mm es uno de los cartuchos de rifle favoritos en Europa central y se ofrece como una opción de recámara en la paleta de productos de todos los principales fabricantes europeos de rifles de caza. 
La versatilidad del 7×64 mm para la caza de todo tipo de animales europeos y la disponibilidad de numerosas cargas de fábrica se atribuyen a la popularidad de la cámara de 7×64 mm.  Cargado con balas ligeras y cortas, se puede utilizar en la caza menor europea, como el zorro y el ganso, o en la caza mediana, como el corzo y la gamuza. 
Cargado con proyectiles largos y pesados, puede usarse para abatir jabalíes, ciervos, alces y osos pardos. 
El 7×64 mm ofrece una muy buena capacidad de penetración debido a una velocidad de giro rápida que le permite disparar balas largas y pesadas con una alta densidad seccional. 
El cartucho hermano con borde del 7× 64mm, el 7×65 mm R, también es muy popular en Europa central por las mismas razones que el 7×64 mm. 
La prohibición legal de los cartuchos exmilitares como el .308 Winchester, 7×57mm Mauser, 8×57mm I, 8×57mm IS y el .30-06 Springfield en países como Francia y Bélgica también promovió la aceptación y el uso del 7 ×64 mm y el 7 × 65 mmR.